# Les Bicots-nègres, vos voisins
Pour plus de détails, voir Fiche technique et Distribution.
Les Bicots-nègres, vos voisins est un film franco-mauritanien réalisé par Med Hondo, sorti en 1974. Il a ouvert le 5e Festival de Ouagadougou.

## Synopsis
La séquence d'ouverture présente un gros plan sur le visage de Bachir Touré, qui regarde directement la caméra et s'adresse aux spectateurs. Il prononce un monologue de 12 minutes sur le thème du cinéma occidental, en particulier sur la question de la représentation de l'Afrique dans le cinéma occidental et l'omniprésence du colonialisme. Les murs derrière l'orateur sont couverts d'affiches de films occidentaux. Parmi ces affiches, on trouve Les grands vacances (1967) and Et pour quelques dollars de plus (1965).

Un enseignant debout devant une carte de l'Europe et de l'Afrique, en train de donner un cours à une classe invisible, explique la situation dans laquelle se trouvent les immigrés lorsqu'ils arrivent en Europe : « un système capitaliste qui divise les gens en classe sociale ». Il conclut que la classe laborieuse est exploitée par la classe bourgeoise et que les immigrés se retrouvent en fin de compte dans une position inférieure au prolétariat français.

La séquence revient à Bachir Touré, qui termine son monologue par un appel au peuple africain à réagir à la domination occidentale du cinéma par « la nationalisation des salles de cinéma et des circuits de distribution ».

Un groupe de neuf personnes rejoint Bachir Touré dans la salle pour arracher toutes les affiches de films, puis se rassemble autour d'elles avec des allumettes, dans l'intention de les brûler.

Un narrateur parle des injustices de la colonisation en Afrique, tandis qu'un montage de séquences documentaires montre des travailleurs africains : gardant des moutons, martelant du métal et transportant des caisses de boue. Suivent des images de foules dans un village africain, qui regardent la caméra avec une apparente méfiance lorsqu'elle passe devant eux.

Un groupe de quatre hommes politiques français, dont l'un ouvre la conversation en déclarant que « l’Algérie et virtuellement perdue ». Ils discutent d'une stratégie pour maintenir « les intérêts français en Afrique Noire » au lendemain de la guerre d'Algérie. L'un des hommes affirme que l’héritage de la culture francophone transmise par les Français en Afrique est la garantie la plus fiable du maintien des intérêts français à long terme. Il fait ensuite référence aux accords de coopération, qu'il appelle en plaisantant « le pacte néocolonial ».

Un dirigeant politique dans un pays Africain non renseigné est assis devant un groupe de personnes et leur ordonne de manière agressive de voter pour son parti. Il est interpellé par un jeune homme du groupe et réagit en l'accusant d'être « un agitateur » et en le menaçant.

Dans un bureau administratif. La présence de la corruption est démontrée par des témoignages des acteurs qui parle de leurs expériences avec la bureaucratie. L’homme appelé agitateur de la dernière scène entre le bureau et demande un passeport. L'existence d'une situation de fraude au passeport est mise en évidence. En sortant, l’homme est capturé et torturé à mort.

Séquence documentaire : les travailleurs à Paris, y compris les ouvriers du bâtiment, la foule entrant dans une usine, les éboueurs et les laveurs de vitres.

Entretien avec un homme noir arrivé en France en 1962. Il explique les différents emplois qu'il a occupés en France, décrivant les mauvaises conditions de travail et son expérience du racisme.

Un montage de portraits en gros plan sur les visages d'une série de travailleurs immigrés en France, entrecoupés de clips de leurs maisons qui montrent des conditions de vie très pauvres. La chanson de Catherine Le Forestier, Mes Voisins, est diffusée en même temps.

Retour à la salle de classe et à la carte de la première partie du film. Un autre enseignant parle de la domination économique de l'Europe sur les pays africains exploités.

Une séquence animée représentant divers présidents et généraux africains aux côtés de dirigeants occidentaux.

Manifestation à Paris contre les conditions de vie déplorables des immigrés. Les bruits de la manifestation se poursuivent en arrière-plan tandis que la caméra s'arrête sur une scène fictive d'un homme blanc de la classe moyenne dans un appartement parisien. Il est bouleversé par les manifestations et reçoit la visite d'un révolutionnaire africain qui lui explique les idées révolutionnaires des manifestants.

Séquence documentaire : les travailleurs immigrés à Paris organisent une grève, les camions de police envahissent les rues.

Séquence documentaire : des images de sex-shops, des portraits de femmes prostituées dans les rues de Paris, des commentaires du narrateur sur le thème de la prostitution et des témoignages de ces filles en fond sonore.

Séquence documentaire : des ouvriers du bâtiment et des ouvriers d'usine, entrecoupées de photographies de victimes de brutalités policières en France.

Huit hommes et femmes noirs sont assis autour d'une table et discutent de la situation des travailleurs immigrés en France. L'un des hommes se lève et prononce un monologue, récitant un poème de Kane Amadou et s'adressant à la caméra dans le même style que le monologue d'ouverture. La salle est couverte d'affiches de films africains, dont le précédent film de Med Hondo, Soleil Ô (1973).

## Fiche technique
- Titre : Les Bicots-nègres, vos voisins
- Réalisation : Med Hondo
- Scénario : Med Hondo
- Photographie : Jean Boffety et François Catonné
- Son : Denis Bertrand, Alain Contreault et Clément Menuet
- Musique : Catherine Le Forestier, Mohamed Ou Mustapha et Frank Valmont
- Montage : Michèle Masnier
- Société de production : Les Films Soleil
- Pays d'origine :  France -  Mauritanie
- Durée : 190 minutes
- Date de sortie : France, 23 octobre 1974

## Distribution
- Armand Abplanalp
- Jean Berger
- Ahmed Hasmaou
- Sally N'Dongo
- Mohamed Ou Mustapha
- Jacques Thébault
- Bachir Touré
- Frank Valmont
- Claude Debord

## Analyse
La représentation de l'immigré dans la société française est un élément crucial du film, qui dépeint « un récit de soumission continue et forcée », comme en témoignent les séquences d'ouvriers entrant dans l'usine Renault, caractérisées par des gros plans sur des visages d'ouvriers en souffrance. De plus, la construction de Hondo révèle une « image primitive de travail, misère et détresse », où l'immigré « n'occupe pas d'autre place dans la société française que celle d'un individu rejeté, soumis à de dures réalités entre le travail et le foyer, figé dans des attitudes stéréotypées ». Les témoignages décrivant des conditions de travail terribles et les séquences documentaires qui mettent l'accent sur les mauvaises conditions de vie des immigrés contribuent à cette image. Si cette représentation est importante pour la prise de conscience de la souffrance de ces communautés, il y a néanmoins une tentative de nuance qui transcende le stéréotype réducteur. Les séquences montrant les sex-shops, par exemple, montrent des Africains réagissant avec crainte à l'érotisme flagrant de la société parisienne, introduisant ainsi un élément plus nouveau dans l'image de l'installation des immigrés en France.

Les scènes où l'on voit des enseignants donner des cours sur le capitalisme et le néocolonialisme dans une salle de classe donnent au film une dimension didactique, appelant implicitement à la libération de l'Afrique des structures qui la maintiennent dans une situation de dépendance économique vis-à-vis de l'Europe. En présentant une enquête sur les conditions historiques qui ont conduit au statut des immigrés en même temps qu'un élément d'instruction, un appel à l'action, le film s'inscrit dans une histoire dynamique et inachevée et rejette l'idée d'une fin. Ce refus des contraintes temporelles classiques du cinéma lui permet de se présenter comme « intervenant dans le présent pour tenter d'influer sur l'avenir » et lui confère son caractère radicalement militant.

L’inclusion de la chanson de Catherine Le Forestier, Mes Voisins, s’adresse au public français, le mettant au défi de reconnaître la présence des œuvres immigrés qui font partie de leur société et d’accepter leur identité commune.

Le style de ce film, dans la lignée du précédent film de Hondo, Soleil O, est marqué par des techniques d'avant-garde. Des critiques occidentaux comme François Pfaff ont souligné que cette technique rappelle le théâtre d'avant-garde européen et notamment les films politiques de Godard, qui utilisent aussi d’images d’archives et de montage non linéaire. Cependant, Med Hondo a rejeté l'importance de ce lien, soulignant plutôt l'influence de la tradition orale africaine sur son style avant-gardiste. En s'inspirant de cette approche africaine de la narration et en rejetant la forme conventionnelle propagée par les cinéastes occidentaux, Hondo poursuit un programme politique contre la domination du cinéma occidental; la scène d'ouverture présente un monologue qui remet explicitement en question le rôle du cinéma occidental dans la perpétuation des problèmes néocoloniaux, tandis qu'une série de gros plans sur des affiches de films occidentaux populaires met en évidence l'ampleur de ce problème culturel.

## Distinctions
- Festival du film de Carthage : Tanit d’or[6]